# جورج مولر
جورج مولر (بالألمانية: Georg Moller)‏ (و. 1784 – 1852 م) هو مهندس معماري من ألمانيا . ولد في ديبهولز.
توفي في دارمشتات .

## معرض صور

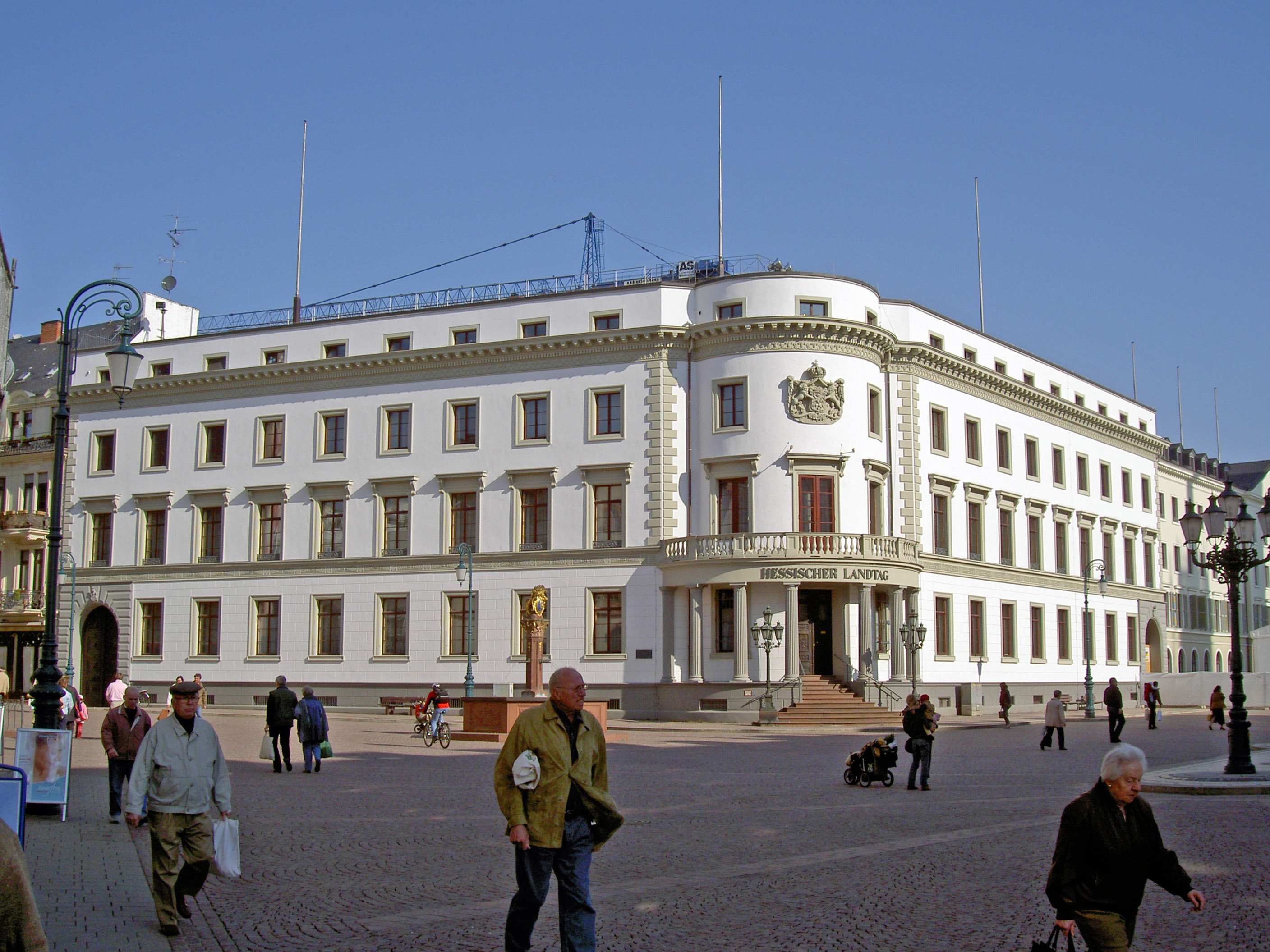
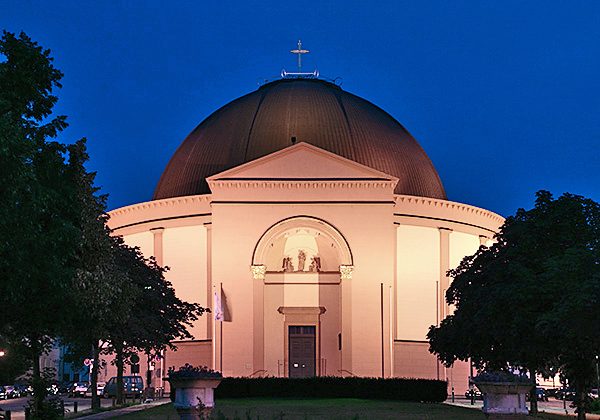
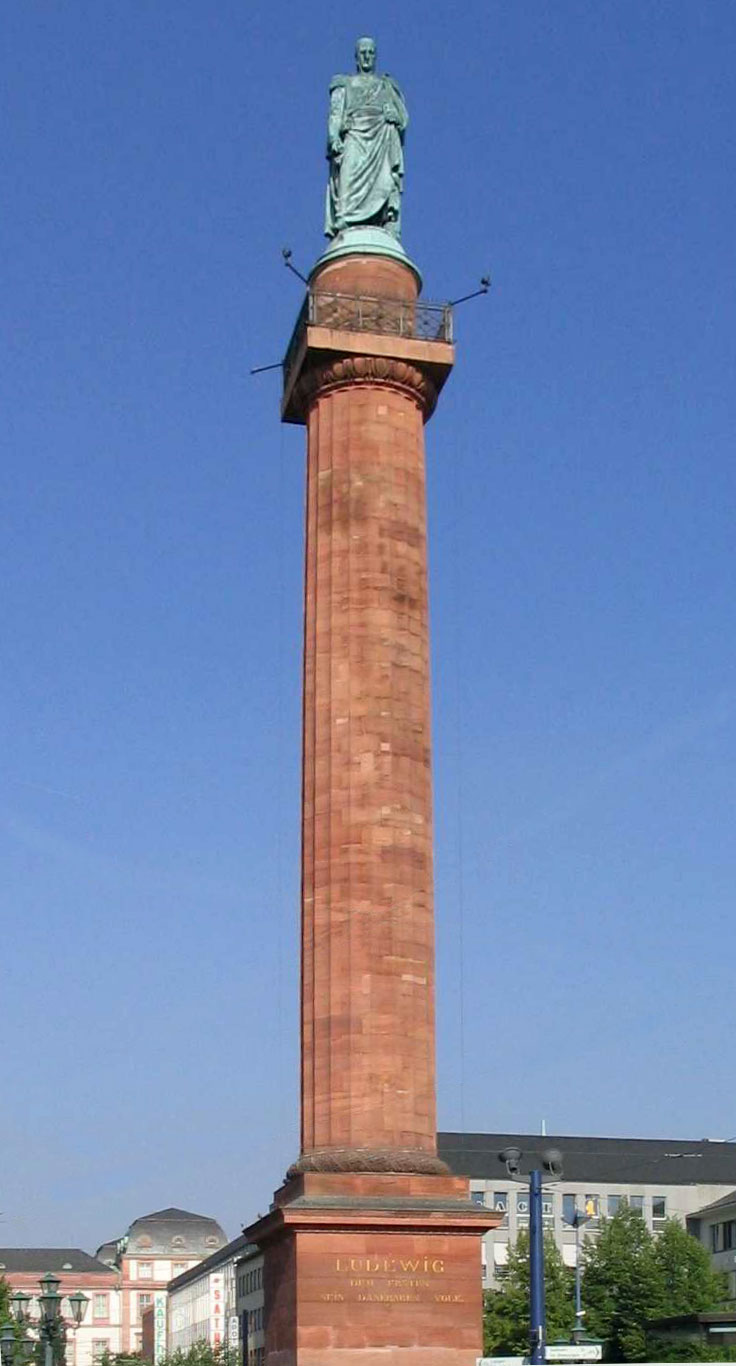
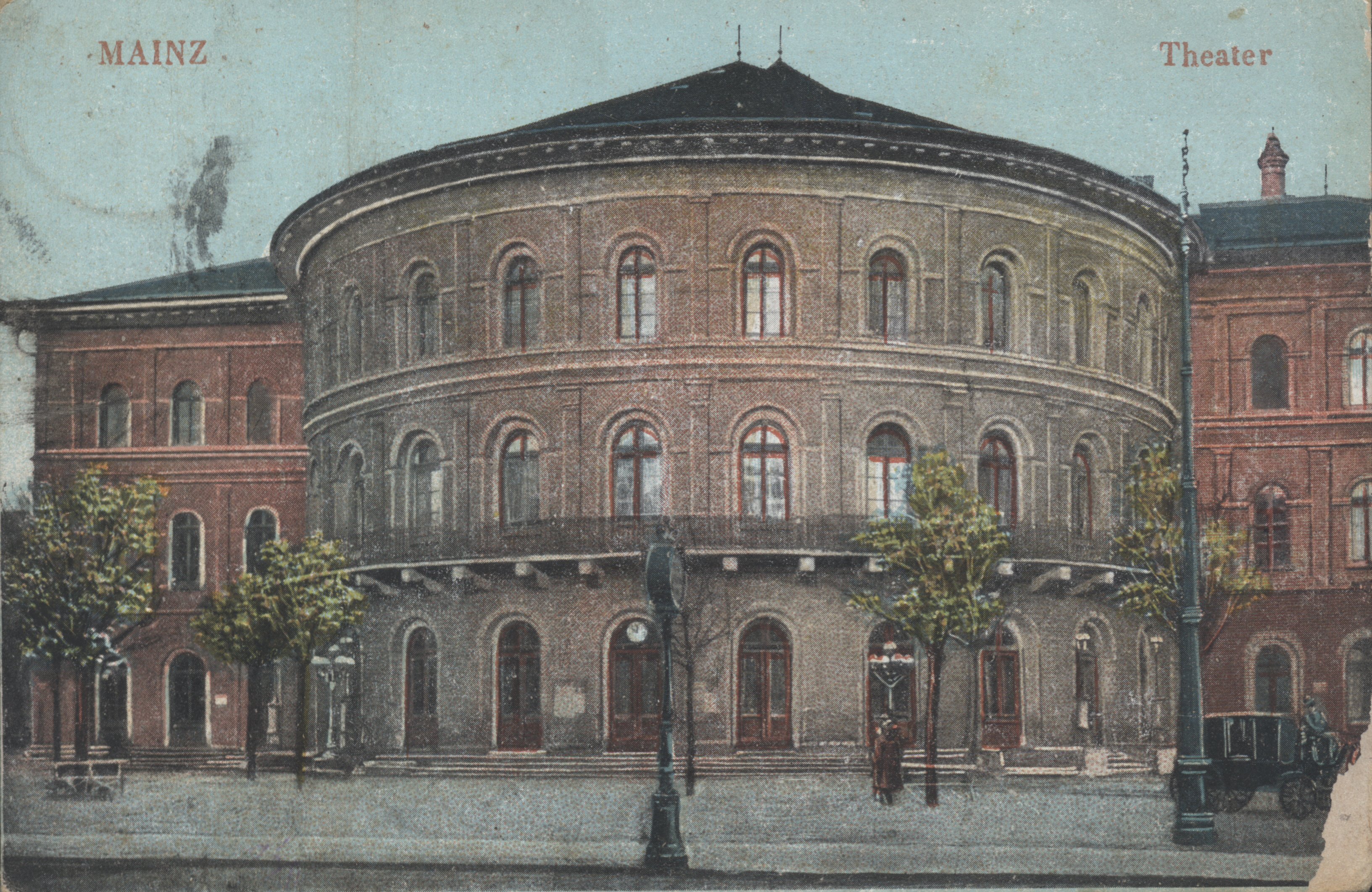